# Гонапінувала (підрозділ окружного секретаріату)
Підрозділ окружного секретаріату Гонапінувала — підрозділ окружного секретаріату округу Галле, Південна провінція, Шрі-Ланка. Складається з 19 Грама Ніладхарі.